# Championnat de Pologne de football 1921
Navigation
Édition suivante
La saison 1921 du championnat de Pologne est la première saison de l'histoire de la compétition. Cette première édition a été remportée par le KS Cracovia, devant le Polonia Varsovie.

## Les clubs participants
| Club             | Ville    |
| ---------------- | -------- |
| KS Cracovia      | Cracovie |
| LKS Łódź         | Lódź     |
| Pogoń Lvov       | Lvov     |
| Polonia Varsovie | Varsovie |
| Warta Poznań     | Poznań   |

## Compétition

### Classement
| Rang | Équipe           | Pts | J | G | N | P | Bp | Bc | Diff |
| ---- | ---------------- | --- | - | - | - | - | -- | -- | ---- |
| 1    | KS Cracovia      | 15  | 8 | 7 | 1 | 0 | 31 | 7  | +24  |
| 2    | Polonia Varsovie | 10  | 8 | 5 | 0 | 3 | 13 | 9  | +4   |
| 3    | Warta Poznań     | 8   | 8 | 3 | 2 | 3 | 14 | 24 | -10  |
| 4    | Pogoń Lvov       | 6   | 8 | 3 | 0 | 5 | 19 | 13 | +6   |
| 5    | ŁKS Łódź         | 1   | 8 | 0 | 1 | 7 | 7  | 31 | -24  |

|  | Champion de Pologne |

## Meilleurs buteurs
| # | Joueur                | Équipe      | Buts |
| - | --------------------- | ----------- | ---- |
| 1 | Józef Kałuża          | KS Cracovia | 9    |
| 2 | Wacław Kuchar         | Pogoń Lvov  | 8    |
| 3 | Marian Einbacher (pl) | ŁKS Łódź    | 7    |
|   | Bolesław Kotapka      | KS Cracovia | 7    |